# Žloutek

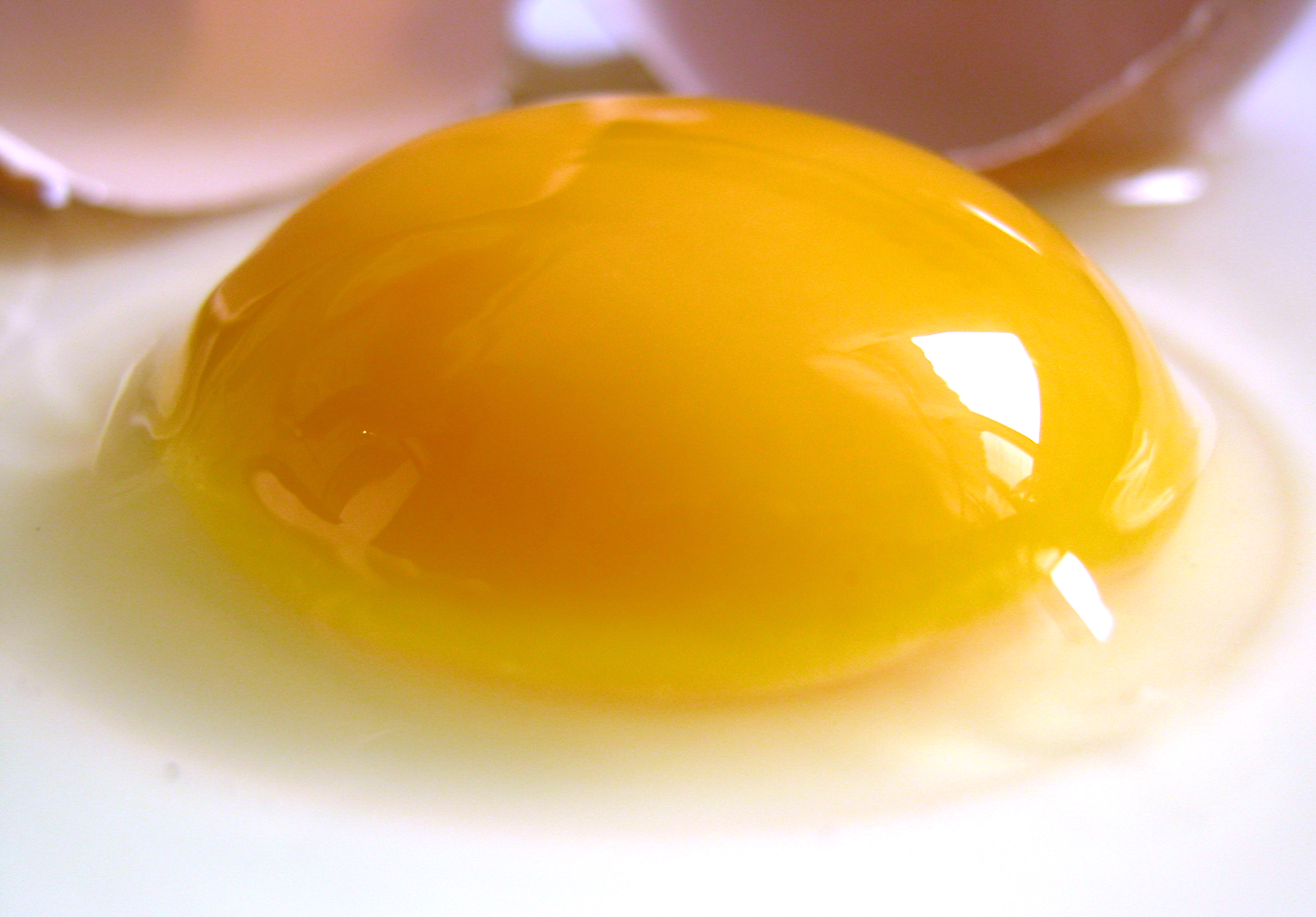
Žloutek slepičího vejce

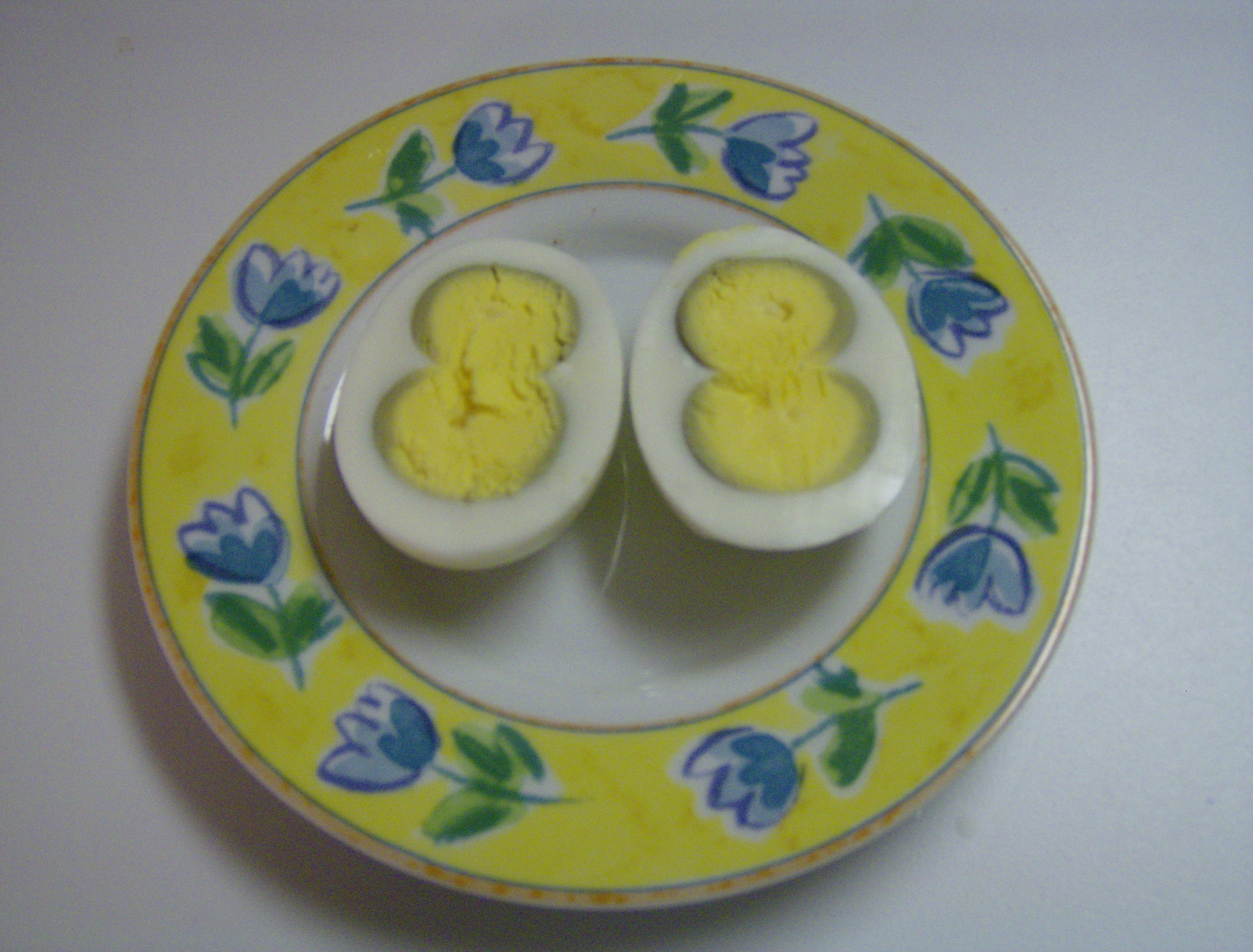
Slepičí vejce se dvěma žloutky, rarita

Žloutek je označení pro živiny uskladněné ve vajíčku mnohých živočichů. Je nezbytné pro výživu vyvíjejícího se zárodku. Před oplodněním je žloutek vlastně tvořen jedinou buňkou, např. u ptačích vajec je jedním z mála případů buňky viditelné prostým okem.
Žloutek mají mnozí obratlovci (ptáci, plazi, ryby), ale u savců je redukovaný, neboť ho funkčně nahrazuje placenta a posléze mateřské mléko. Přesto v raných fázích embryogeneze přítomen je, a to v tzv. žloutkovém váčku.

## Druhy vajíček podle obsahu žloutku
Žloutek je ve vajíčku přítomen ve formě inkluzí, jakýchsi váčků. Vajíčka různých živočichů obsahují různé množství žloutku. To je důležitý parametr, na němž závisí např. typ rýhování (násobného dělení) oplozených vajíček. Rozlišují se tyto skupiny:
- holoblastická – vývoje se účastní celá
  - oligolecitální – obsahují malé množství žloutku; např. vajíčka kopinatců nebo savců; rýhují se zpravidla totálně a ekválně
  - mezolecitální – obsahují žloutku poněkud více, ale přesto obvykle stačí jen na rané embryonální období (larvy se již živí samy); např. vajíčka kruhoústých, mnohých ryb a obojživelníků; rýhují se totálně inekválně
- meroblastická – vývoje se neúčastní celé embryo, část je jako zásoba žloutku nechána stranou
  - polylecitální – obsahují velké množství žloutku; např. některé ryby, obojživelníci, plazi, vejcorodí savci, ale hlavně ptáci; rýhují se pouze na animálním pólu, zatímco na pólu vegetativním je nahromaděn žloutek.

## Žloutek slepičího vejce

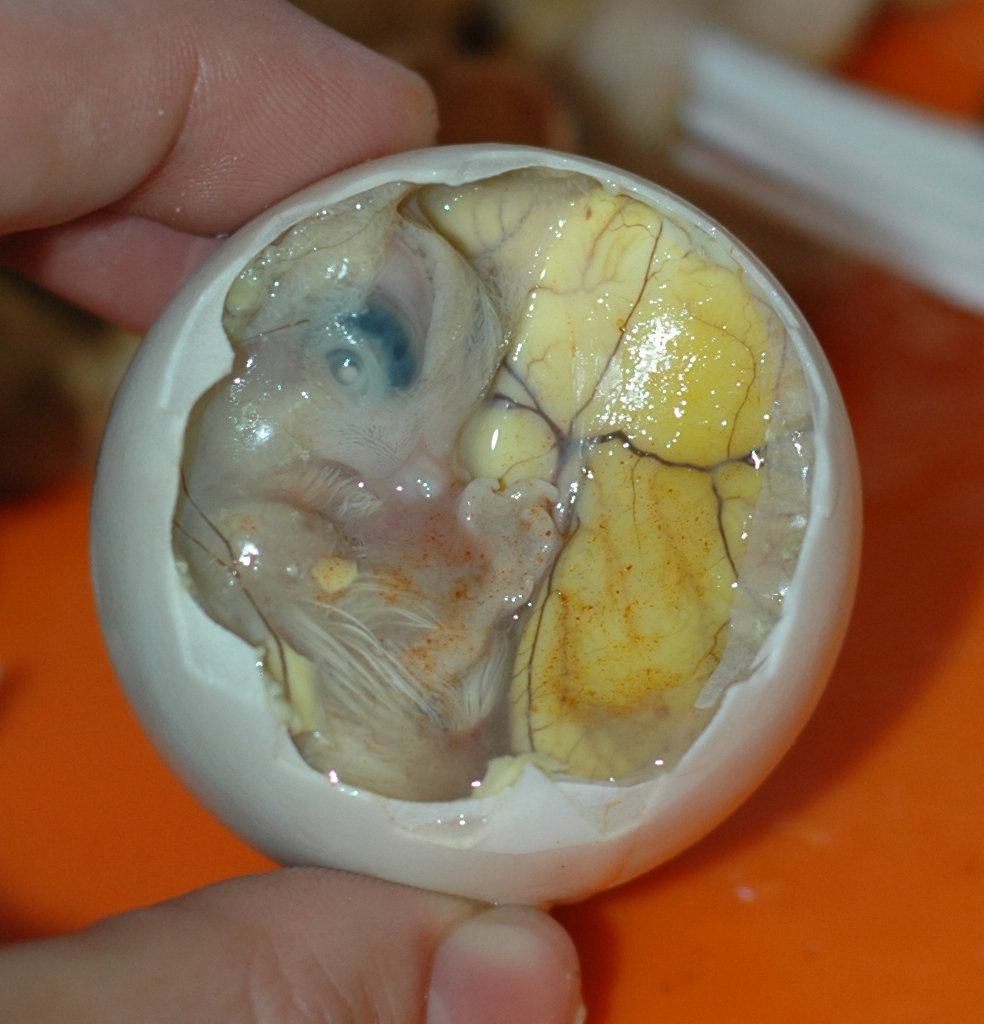
Oplodněné vejce, embryo a žloutek pod skořápkou

Žloutek je hlavní zásobárnou živin pro vyvíjející se zárodek. Obsahuje také humorální protilátky, které se vstřebávají do krevní cirkulace embrya v poslední třetině inkubace a jako mateřské protilátky chrání vylíhnuté mládě cca v prvních třech týdnech života.
Žloutek má tvar zploštělé koule o průměru 32–40 mm, objem žloutku slepičího vejce je asi 16–17 cm3. Hmotnost a velikost žloutku závisí na druhu a věku nosnice – u mladých slepic dosahuje 9 g, u dospělých 15–20 g, koncem snášky 23 i více gramů. Jeho podíl z hmotnosti vejce činí 30–35 %. Žloutek čerstvého vejce má pH 6,0, které se po snesení zvyšuje na neutrální hodnotu. Koagulace žloutku nastává při 65–70 °C. Bod mrazu volného žloutku je −0,58 °C.

### Stavba žloutku
Žloutek tvoří žloutková blána, žloutková hmota, latebra, Panderovo jádro a zárodečný terčík.
- Žloutková (vitelinní) membrána obaluje žloutkovou hmotu. Je to poměrně pevná a elastická blána o průměrné síle 6–15 µm, hmotnosti kolem 50 mg. Propouští vodu a plyny, ale nepropouští bílkoviny a tuky. Obsahuje 80–90 % vody, 6–8 % bílkovin, 3 % tuku a menší množství cukrů. Pod žloutkovou membránou je tenká vrstva světlého žloutku nepřerušená latebrou. Poklesem elasticity blány, např. nevhodným anebo dlouhodobým skladováním vajec, se žloutek zplošťuje a blána se trhá. Žloutková blána je tvořena 4 vrstvami:

a) dvěma vnitřními vrstvami (primární, pravá vitelinní membrána a sekundární, perivitelinní membrána), které jsou produkovány ve vaječníku a obsahují protein podobný kolagenu
b) dvěma vnějšími vrstvami, které vznikají ve vejcovodu (pravděpodobně v infundibulu) a obsahují bílkoviny připomínající směs lysozymu a ovotransferinu (bílkovin bílku).
- Žloutková hmota je tvořena střídajícími se koncentrickými vrstvami tmavého a světlého žloutku, z nichž každý je tvořen několika vrstvami. Podíl světlého žloutku tvoří 2–5 % veškeré hmoty žloutku. Světlý žloutek se chemicky liší od tmavého – obsahuje pouze 10–13 % sušiny a více proteinů než lipidů. Odlišná barva žloutku je způsobena nerovnoměrným ukládáním barviv a lipidů v posledních 6 dnech intenzivní tvorby žloutku ve vaječníku. Přes den, kdy slepice přijímají krmivo, vznikají tmavší vrstvy, zatímco v noci se vytváří světlé vrstvy žloutku. Při nadbytku pigmentů v krmivu se žloutkové vrstvy netvoří.
 Hmota žloutku se skládá z kulovitých tělísek (granulí) a plazmy. Sušina žloutku představuje kolem 50 % z hmotnosti žloutku a tvoří ji převážně proteiny a lipidy (v poměru asi 1:2). Bílkoviny se vyskytují hlavně ve formě lipoproteinů, fosfoproteinů a glykoproteinů. Tuky se vyskytují ve formě jednoduchých tuků, fosfolipidů a lipoproteinů. Skladba tuků žloutku a jejich značná emulgace zabezpečují jejich vysokou stravitelnost. Výživná hodnota a vlastnosti tuků jsou dány skladbou mastných kyselin, tvořených ze 34 % nasycenými kyselinami (palmitovou, stearovou) a ze 66 % kyselinami nenasycenými (olejovou, linolovou a linolenovou).
 Významnou složkou vaječného žloutku je cholesterol, nezbytný pro normální vývoj zárodku. Vyskytuje se většinou jako volný (asi 84 %), zbytek ve formě esterů. Jeho obsah ve žloutku je poměrně stálý, nezávislý na krmné dávce ani na druhu drůbeže a činí v sušině žloutku 200–350 mg/žloutek nebo 1100–1800 mg/100 g žloutku). Vejce křepelek obsahuje ca 1685 mg cholesterolu ve 100 g žloutku. Podle některých autorů lze jeho množství ve žloutku snížit zkrmováním fytosterolů (sojový olej) nebo selekcí.
 Z minerálních látek ve žloutku se vyskytují hlavně volné ionty Na, K a chloridy, kdežto ostatní jsou převážně vázány na proteiny a fosfolipidy. Vápník, železo a hořčík jsou vázány fosvitinem, zinek lipoviteliny a síra a fosfor fosfoproteiny a fosfolipidy.
 Jako volný cukr se vyskytuje především D-glukóza (z 98 %).
 Ve žloutku jsou mimo vitamín C obsaženy všechny důležité vitamíny, jejichž obsah však kolísá podle kvality výživy nosnic. Z vitamínů rozpustných v tucích jsou zastoupeny hlavně vitamín A (v 1 g žloutku průměrně kolem 30 mj.) a vitamín D3 (v 1 g asi 1,5–5 m.j.). Ostatní vitamíny jsou obsaženy v menším množství.
 Barva vaječného žloutku je podmíněna přítomností pigmentů (asi 0,2 %). Oranžově žlutá barva žloutku je způsobena přítomností malého množství karotenoidních pigmentů (kolem 13–15 µg/žloutek). Jsou to především xantofyly (zeaxantin, lutein, kryptoxantin a karoten), přirozeně se vyskytující v krmivu drůbeže (žlutá kukuřice, sušená vojtěška, senná moučka aj.). V některých zemích jsou přirozené pigmenty nahrazovány syntetickými (Carophyl, Pigmental, Papricolor aj.). Vysoké dávky vitamínu A v krmné směsi snižují pigmentaci žloutku, přičemž obsah vitamínu A ve žloutku se zvyšuje. Pigmentaci žloutku negativně ovlivňují onemocnění trávicího aparátu. Intenzita zbarvení žloutku není ukazatelem obsahu vitamínu A a karotenu ve žloutku.
 Enzymů obsahuje žloutek málo a vesměs s nízkou aktivitou. Zjištěny byly tributyrináza, peptidáza, kataláza, amyláza, fosfatáza, esteráza a proteinázy. Většinou pocházejí z cytoplazmy vajíčka nebo ze stěny folikulů a do žloutku se dostávají v pozdějších stadiích embryogeneze.
 Z hormonů byly prokázány ve žloutku estrogeny (max. 0,3 µg/žloutek).
 Syntéza látek tvořících žloutkovou hmotu probíhá hlavně v játrech po jejich stimulaci estrogeny při dosažení pohlavní dospělosti, odkud jsou krevní cestou deponovány do folikulů vaječníku. Proto játra i krevní plazma nosnic obsahují vyšší koncentraci proteinů a lipidů v porovnání s pohlavně nedospělými jedinci, včetně látek syntetizovaných de novo (lipoviteliny a fosvitin).
- Latebra (zárodečný váček) je kulovitý prostor ve středu žloutku o průměru asi 6 mm, vyplněný původní protoplazmou vaječné buňky a světlým žloutkem. Latebra tvoří asi 0,6 % hmotnosti žloutku a je spojena krčkem latebry s povrchem žloutkové koule.
- Panderovo jádro je rozšíření krčku latebry pod povrchem žloutkové koule (těsně pod vitelinní membránou). Nad ním je umístěn zárodečný terčík.
- Zárodečný terčík (disk, očko) představuje vlastní samičí zárodečnou buňku (vajíčko, ovum). Je uložen bezprostředně pod žloutkovou membránou. Je bělavé barvy a kruhovitého tvaru, průměr asi 2–4 mm. Neoplozený zárodečný terčík se označuje jako blastodisk (degenerovaná samčí gameta), oplozený jako blastoderm (obsahuje vyvíjející se embryo). Je tvořen původní cytoplazmou oocytu.

### Průměrný obsah látek a minerálů
Žloutek se skládá především z různých proteinů, lipidů, obsahuje dále fosfor a vápník. Do vajíčka se dostávají tyto živiny především díky viteleninu, jež je produkován v játrech.
Tabulka udává dlouhodobě průměrný obsah živin, prvků, vitamínů a dalších nutričních parametrů zjištěných ve slepičích vaječných žloutcích.
| Složka          | Jednotka | Průměrný obsah | Prvek | Průměrný obsah [mg / 100 g] | Složka      | Průměrný obsah [mg / 100 g] |
| --------------- | -------- | -------------- | ----- | --------------------------- | ----------- | --------------------------- |
| voda            | g/100 g  | 51,0           | Na    | 50                          | vitamin C   | 0                           |
| bílkoviny       | g/100 g  | 16,1           | K     | 120                         | vitamin D   | 0,0049                      |
| tuky            | g/100 g  | 30,5           | Ca    | 130                         | vitamin E   | 3,11                        |
| cukry           | g/100 g  | stopy          | Mg    | 15                          | vitamin B6  | 0,30                        |
| celkový dusík   | g/100 g  | 2,58           | P     | 500                         | vitamin B12 | 0,0069                      |
| vláknina        | g/100 g  | 0              | Fe    | 6,1                         | karoten     | stopy                       |
| mastné kyseliny | g/100 g  | 25,3           | Cu    | 0,15                        | thiamin     | 0,30                        |
| cholesterol     | mg/100 g | 1120           | Zn    | 3,9                         | riboflavin  | 0,54                        |
| Se              | mg/100 g | 0,020          | I     | 0,14                        | niacin      | 0,1                         |
| energie         | kJ/100 g | 1402           | Mn    | 0,1                         | Cl          | 140                         |

### Kulinářství
Ptačí, nejčastěji právě slepičí vejce, méně často husí, kachní někdy i jiných druhů, se používá v kulinářství. Žloutek pak funguje jako pojivo ingrediencí v těstě, zahušťovadlo polévek, používá se pro výrobu majonézy apod.